# Рат исцрпљивања
Рат исцрпљивања био је ограничени рат између Египта и Израела који се водио од 1968. до 1970. Отпочео га је Египат у намери да заузме Синајско полуострво које је изгубио у Шестодневном рату (1967). Рат је завршио прекидом ватре 1970. са линијама разграничења између те двије државе која је остала непромењена.

## Узроци и стање пред рат
У краткотрајном израелско-арапском рату у јулу 1967. године, познатом као Шестодневни рат, Израел је тешко поразио арапске војске и освојио четири пута већу територију од подручја које му је првобитно наменила УН-ова подела Палестине 1948. Израелци су у рату 1967, осим заузимања територија на северу од Египта преотели појас Газе и Синајско полуострво те тако избили на Суецки канал и приближили се египатској престоници Каиру на мање од стотину километара. Таква ситуација била је крајње понижавајућа за египатског лидера Насера који је фигурирао као неслужбени лидер арапскога света. Насер је упркос израелској војној лекцији и сугестијама из иностранства задржао тврд став у односу према Израелу, а као резултат немоћи на бојном пољу египатска је војска убрзо након краја ратних деловања у јулу 1967. почела оружане провокације на линији раздвајања. Требало је да инциденти прерасту у смишљено исцрпљивање израелских ресурса без уласка у непосредне офанзивне акције. Наиме, ослањајући се на много веће људске потенцијале, египатски стратези су кроз бројне и упорне пограничне провокације планирали Израелу нанети велике људске губитке и тако га присилити на повлачење с подручја заузетих у рату 1967. године. Инспирација за такав рат исцрпљивања пронађена је у немачкој стратегији у Верденској бици током I светског рата. Захваљујући новим испорукама оружја пристиглих из Совјетског Савеза, Египат је успео да надокнади велики губитак ратног материјала претрпљен у рату 1967, а у склопу војне сарадње са Совјетским Савезом у Египат стижу и совјетски војни саветници те борбено особље.

## Хронологија
Јуна 1968. почињу напади египатске артиљерије на израелске снаге стациониране уздуж северног подручја Суецког канала. Као противмера на ударе египатске артиљерије у септембру 1968. израелска се оклопна јединица искрцала на египатској страни Суецког канала и десет сати уништавала египатске војне инсталације које су им се нашле на путу. Операција је требало да покаже Египћанима да су врата унутрашњости Египта и даље отворена израелском продору. Крајем октобра Израелци су извели командоску акцију у којој је уништен египатски електроенергетски систем. Након те успеле израелске диверзије привремено су ослабили египатски напади током којих се Египат фокусирао на подизање система одбране око виталних објеката у држави. Израел је у исто време ужурбано градио свој систем фортификација уздуж Суецког канала који је требало да осигура јужну израелску границу, тзв. Бар-Лев линију. Поред окршаја с египатском војском на подручју Суецког канала, Палестинска ослободилачка организација Јасера Арафата извела је и низ напада на север Израела из својих упоришта на јорданском и либанском територију. Израел је одлучно одговорио нападима на Јордан и Либан, што је пак имало за последицу јачање притиска либанске и јорданске владе на палестинске групе на својим територијама, а у Јордану индиректно довело до рата јорданске владе и палестинских герилаца 1970. године. Почетком марта 1969. поновно су ескалирали египатски артиљеријски напади уздуж целог Суецког канала, у којима су Израелци имали размерно велике људске губитке, а у нападе се укључују и авиони МиГ-21 добијени од Совјетског Савеза. До обнове борби дошло је након што је Насер објавио да је прекид ватре потписан након рата 1967. неважећи. Крајем шездесетих година Израел је био на врхунцу војне моћи и није био спреман дугорочно толерисати египатске артиљеријске нападе. Доласком одлучне Голде Меир на чело израелске владе 1969. Израел је променио стратегију према египатским провокацијама. Меир је заговарала стратегију вишеструко јачег израелског одговора на египатске нападе, која је симболично названа „асиметричним одговором“. У септембру 1969. у рат исцрпљивања укључило се моћно израелско ратно ваздухопловство, које почиње системско бомбардовање египатских територија. На мети израелских авиона посебно су биле египатске радарске станице, артиљеријске позиције и све концентрације египатских трупа. И уз пилоте школоване у Совјетском Савезу, покушаји Египћана да у ваздуху парирају израелским пилотима углавном су завршавали неуспешно. Стога је Египат био присиљен ослањати се готово искључиво на противваздушну одбрану, пре свега противваздушне пројектиле САМ-2 и САМ-3 добијене од Совјетског Савеза.

### Примирје
Због истрајног израелског ваздушног рата, египатска војска се поткрај 1969. године налазила на рубу новог уништења па стога у јануару 1970. Насер одлази у посету Москви, где је од Совјета затражио више инсталација пројектила САМ те пратеће војно особље. Но, Совјети нису били спремни дубље се умешати у блискоисточни сукоб који их је водио у даљу конфронтацију са Сједињеним Државама те је Москва тек на Насерове претње да ће се окренути Вашингтону одлучила повећати број својих војника у Египту на више од десет хиљада, укључујући и стотињак пилота. На подручју канала повећан је број противваздушних положаја, које су створиле кишобран за египатску артиљерију и углавном ограничило ефикасност израелског ваздухопловства. И долазак совјетских пилота брзо је регистрован на небу изнад Суецког канала рушењем двају израелских авиона у априлу 1970, током којег је регистрована комуникација пилота на руском језику. Појачано уплитање Москве у конфликт на Блиском истоку забринуло је Сједињене Америчке Државе, које су притискале Израел да обустави ваздушне нападе. Бела кућа је послала и тадашњег државног секретара Виљема Роџерса да постигне примирје између зараћених страна, а Роџерсов је план предвиђао повлачење Израела са Синајског полуострва у замену за египатско поштовање прекида ватре, што је Израел одбио. Марта 1970. Сједињене су Државе одлучиле обуставити раније договорену продају борбених авиона Израелу те тако приволети Израел на престанак ваздушних акција. Но, израелски је став омекшала тек потврда совјетског војног ангажмана на египатској страни у пролеће 1970. те је друга америчка иницијатива за примирјем нашла плодно тло у Тел Авиву.
Напослетку су 7. августа 1970. Израел и Египат те Јордан прихватили тромесечни прекид ватре. Но упркос договореном мораторијуму на све војне активности у подручју канала, Египат је прекршио примирје размештајући стотињак противваздушних батерија ближе Суецком каналу, али се Израел суздржао од реаговања на египатско кршење договореног примирја те се прекид непријатељстава одржао.

## Последице
Током две године рата исцрпљивања погинуло је више од 1400 израелских и око десет хиљада египатских војника, а у зрачним борбама срушено је 114 египатских авиона те само 15 израелских летелица. Јорданско прихваћање прекида ватре изазвало је сукобе с палестинским герилцима на јорданској територији, који су прерасли у отворени рат и уништење ПЛО-а на том подручју. Индиректним жртвама израелско-египатског пограничног конфликта крајем шездесетих могу се сматрати и израелски премијер Леви Ешкол, који је умро од срчаног удара фебруара 1969, те египатски председник Насер, који од истог узрока умире у септембру 1970. Постигнути прекид ватре између Израела и Египта није донео трајни мир у региону, већ је само представљао својеврсни интермецо уочи избијања новог израелско-арапског рата у октобру 1973. године.